# Franz Eberhard von Buhl

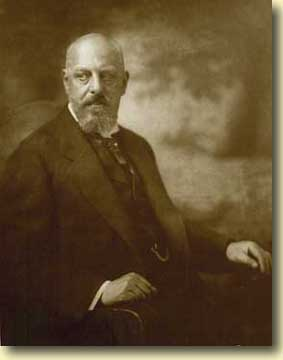
Franz Eberhard Buhl

Franz Eberhard Buhl, seit 1917 Ritter von Buhl, (* 5. Juni 1867 in Deidesheim; † 29. Juni 1921 ebenda) war ein deutscher Unternehmer und Politiker. Er war Mitglied der Kammer der Abgeordneten und der Kammer der Reichsräte der Krone Bayerns, sowie Mitbegründer der Deutschen Vaterlandspartei (DVLP). In Deidesheim führte er das Weingut Reichsrat von Buhl.

## Familie
Franz Eberhard Buhl war der Sohn des Reichstagsabgeordneten Franz Armand Buhl (1837–1896) und dessen Frau Julie Schellhorn-Wallbillich (1847–1901), der Schwester des Reichstagsabgeordneten Wilhelm Schellhorn-Wallbillich (1848–1909). Er war verheiratet mit Frida Russell (1876–1952), einer Tochter des Bankiers Emil Russell (1835–1907).

## Leben
Buhl erbte 1907 nach dem Tod seines Onkels väterlicherseits, Heinrich Buhl, dessen Anteile am Buhlschen Weingut, übernahm 1909 nach dem Tod seines Onkels mütterlicherseits, Wilhelm Schellhorn-Wallbillich, dessen ganzes Besitztum, und 1910 nach dem Tod seines Onkels väterlicherseits, Eugen Buhl, auch dessen Anteil am Weingut. Ihm oblag damit die alleinige Leitung des Guts, das damals zu den größten Weingütern Deutschlands in Privatbesitz zählte; es umfasste etwa 306 Morgen Weinberge (etwa 76 ha). Dazu kamen noch eine ganze Reihe von Häusern sowie etwa 550 Morgen Gärten, Äcker und Wiesen.
Buhl hatte zahlreiche Führungspositionen in nationalen und internationalen Weinfach- und Landwirtschaftsverbänden inne: er war Präsident des Weinbauausschusses der Bayerischen Landwirtschaftskammer, Ausschussmitglied der Deutschen Landwirtschaftsgesellschaft (DLG), Mitglied des Deutschen Landwirtschaftsrates sowie der Commission internationale permanente de viticulture in Paris. Darüber hinaus wirkte Buhl bei der Gründung des Weinbauverbandes der Pfalz und der pfälzischen Kommission zur Bekämpfung von Rebschädlingen mit. Der Zusammenschluss der deutschen Weinbaugebiete zu einem großen Weinbauverband war hauptsächlich sein Verdienst. Er war von 1905 bis 1913 Präsident des Deutschen Weinbauvereins und von 1913 bis 1920 der erste Präsident von der Nachfolgeorganisation Deutscher Weinbauverband, später dessen Ehrenpräsident. In Frankreich ließ er in großem Stil Versuche zur Veredelung von Weinreben im Interesse des deutschen Weinbaus vornehmen.
Buhl gehörte verschiedenen Unternehmen als Mitglied des Aufsichtsrats oder Verwaltungsrats an: der Amperwerke Elektrizitäts AG, der Kammgarnspinnerei Kaiserslautern, der Süddeutschen Diskonto-Gesellschaft Mannheim, der Portland-Zementwerke Heidelberg-Mannheim, der Pfälzischen Hypothekenbank Ludwigshafen und der Discontogesellschaft Berlin.
Seiner Vaterstadt Deidesheim, in deren Stadtrat Buhl vertreten war, schenkte Buhl aus dem Nachlass seines Onkels Eugen Buhl für den Ratssaal des Historischen Rathauses zwölf aufwändig geschnitzte Stühle und drei Tische in Stil der Renaissance, zu denen später noch zwölf kleinere Stühle hinzukamen.

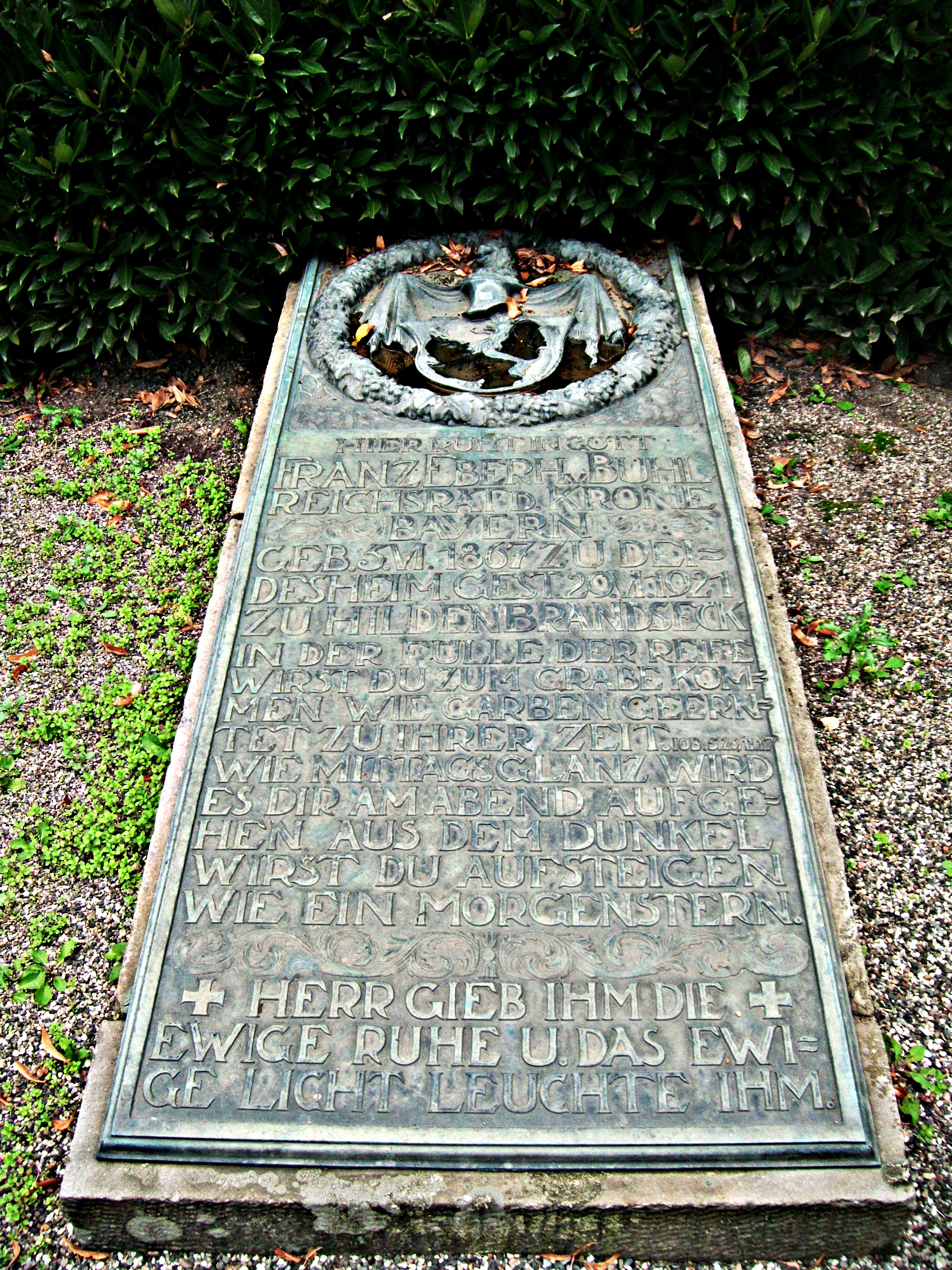
Buhls Grabstätte in Deidesheim

Buhl war von 1907 bis 1911 Mitglied der Kammer der Abgeordneten des bayerischen Landtags für den Wahlkreis Frankenthal und wurde am 24. Februar 1911 zum Mitglied der Kammer der Reichsräte ernannt, weswegen er aus der Kammer der Abgeordneten ausscheiden musste; sein Nachfolger war Hans Kopp. Bei seiner Wahl zur Kammer der Abgeordneten hatte Buhl für die Liberalen kandidiert, seine politische Gesinnung entwickelte sich jedoch später weiter nach rechts. Bereits seit Beginn des Ersten Weltkriegs spielte im Deutschen Reich die Kriegszielfrage eine wichtige Rolle; eine Denkschrift von tausend „Intellektuellen Deutschlands“, die sich der Kriegszielfrage widmete, wurde auch von Buhl unterzeichnet.
Für sein Wirken wurde er durch König Ludwig III. mit dem Ritterkreuz des Verdienstordens der Bayerischen Krone beliehen. Damit verbunden war die Erhebung in den persönlichen Adelstand und er durfte sich nach der Eintragung in die Adelsmatrikel am 15. September 1917 „Ritter von Buhl“ nennen. Dieselbe Auszeichnung hatte 1894 auch sein Onkel Eugen von Buhl erhalten.
Franz Eberhard von Buhl war 1917 Mitbegründer der rechtsgerichteten Deutschen Vaterlandspartei (DVLP) und wurde im selben Jahr Erster Vorsitzender ihres bayerischen Landesverbandes.
Buhls Ehe blieb kinderlos und er hatte außer seiner Frau keine Erben. Er wollte seinem Freund aus der Kammer der Reichsräte, Georg Enoch Freiherr von und zu Guttenberg (1893–1940), seinen ganzen Besitz vermachen, damit dieser „sicher und der Tradition gemäß fortleben würde“. Dementsprechend kam es zur Adoption Georg Enochs. Dessen erstgeborener Sohn Philipp Franz (1920–1943) war ein Patenkind Franz Eberhard Buhls.
Buhl verstarb am 29. Juni 1921 in Deidesheim an einem Herzschlag. Zunächst übernahm seine Witwe Frida, die dann den Politiker Carl Anton Piper (1874–1938) heiratete, die Leitung des Weinguts. Nachdem der Adoptivsohn Enoch Georg 1940 und dessen Sohn Philipp Franz 1943 im Zweiten Weltkrieg gefallen waren, adoptierte die inzwischen zum zweiten Mal verwitwete Frida Buhl (1876–1952), um damit den Willen ihres verstorbenen Gatten zu erfüllen, Enoch Georgs zweitgeborenen Sohn Karl Theodor Freiherr von und zu Guttenberg (1921–1972), auf den das Buhlsche Vermögen schließlich 1952 mit dem Tod der Frida Buhl überging. Der Adoptivsohn mit dem Hauptnamen Buhl gehörte von 1957 bis zu seinem Tod 1972 dem Deutschen Bundestag an. Auch sein Enkel Karl-Theodor zu Guttenberg (* 1971) machte politisch Karriere und war zeitweise Verteidigungsminister.